# Emmanuelle Arsan
Emmanuelle Arsan, bút danh của Marayat Rollet-Andriane, sinh năm 1932 với tên Marayat Bibidh, là một tiểu thuyết gia người Pháp gốc Á-Âu, nổi tiếng nhất với việc tạo ra nhân vật hư cấu Emmanuelle, một người phụ nữ khám phá tình dục của mình theo hoàn cảnh khác nhau.
Arsan sinh ra tại Bangkok, Thái Lan. Ở tuổi 16, cô đã kết hôn với một nhà ngoại giao Pháp tại UNESCO, Louis-Jacques Rollet-Andriane, họ có hai con gái. Tiểu thuyết Emmanuelle được xuất bản và phát hành bí mật tại Pháp mà không có tên của tác giả vào năm 1959. Phiên bản tiếp nối sau đó mang biệt danh Emmanuelle Arsan, người sau đó đã được tiết lộ là Marayat Rollet-Andriane. Mặc dù cuốn tiểu thuyết đôi khi ám chỉ là một-bán tự truyện, đó là sau này cho thấy các tác giả thực sự là Louis-Jacques Rollet-Andriane, hoặc là cuốn tiểu thuyết đã có thể là do cả hai vợ chồng sáng tác cùng nhau Một số tiểu thuyết được xuất bản dưới nhiều biệt danh Emmanuelle Arsan.